# Rowan Benjamin
Rowan Benjamin – trener piłkarski z Antigui i Barbudy.

## Kariera trenerska
Od 2008 do 2011 prowadził narodową reprezentację Antigui i Barbudy. Potem do lata 2013 roku trenował All Saints United, a następnie zmienił stanowisko na dyrektora technicznego klubu.